# David Marcus (entrepreneur)
Cet article concerne l'entrepreneur. Pour le militaire, voir David Marcus.
Pour les articles homonymes, voir Marcus.
David Marcus, né le 12 avril 1973 à Paris, est un entrepreneur suisse détenant également les passeports français et américain, ancien président de PayPal, ancien vice-président des produits de messagerie Facebook Messenger et ancien directeur du projet de cryptomonnaie Libra.

## Biographie
David Marcus est né le 12 avril 1973 à Paris, d'un père roumain banquier et d'une mère iranienne. Il déménage en Suisse avec ses parents à l'âge de 10 ans. 
Il étudie l'économie à l'Université de Genève, avant d'abandonner ses études pour travailler dans une banque puis en poursuivant au bout d'un an une carrière entrepreneuriale. 
En 1996 il fonde  GTN Telecom, un fournisseur genevois d'accès Internet et d'appels locaux et interurbains dont il est le président et le directeur général jusqu'à son acquisition par World Access en 2000. Peu après, il fonde Echovox, une société spécialisée dans les médias mobiles. En 2008 il fonde Zong, une filiale d'Echovox qui permet de payer des articles en ligne directement sur une facture de téléphone mobile.  PayPal, rachète Zong  pour 240 millions de dollars. Six mois plus tard, il  devient le président de PayPal,.
En juin 2014, il est embauché par Facebook et devient vice président de la messagerie  Messenger. Il se fait naturaliser américain peu après. En mai 2018, il quitte la vice-présidence pour se consacrer à des projets liés à la blockchain au sein de Facebook. En mai 2019, le projet Libra  de crypto-monnaie de Facebook piloté depuis Genève est dévoilé. En décembre 2021, David Marcus annonce son départ de Facebook.
Il dirige par la suite la société Lightspark, spécialisée dans les cryptomonnaies.
De décembre 2017 à août 2018,  il est au conseil d'administration de la plateforme d'échange de bitcoins Coinbase.